# Hochreichhart
Hochreichhart är ett berg i Österrike.   Det ligger i distriktet Leoben och förbundslandet Steiermark, i den östra delen av landet, 160 km sydväst om huvudstaden Wien. Toppen på Hochreichhart är 2 416 meter över havet.
Terrängen runt Hochreichhart är bergig österut, men västerut är den kuperad. Närmaste större samhälle är Fohnsdorf, 18,2 km söder om Hochreichhart. 
I omgivningarna runt Hochreichhart växer i huvudsak blandskog. Runt Hochreichhart är det ganska tätbefolkat, med 54 invånare per kvadratkilometer.